# Taifa de Ronda
La Taifa de Ronda fue un reino independiente musulmán que surgió en al-Ándalus en 1015, a raíz de la desintegración que el Califato de Córdoba venía sufriendo desde 1008. Perteneciente cronológicamente a los primeros reinos de taifas y considerada una taifa menor, al igual que las de Algarve, Algeciras, Arcos, Carmona, Huelva, Mértola, Morón, Niebla y Silves, terminó siendo conquistada e integrada en la gran taifa de Sevilla, como las demás citadas. 

## Historia

Taifa de Ronda

La familia bereber de los Banū Ifrēn, perteneciente a la dinastía zenata, encabezada por Abu Nur Hilal se hizo con el poder de la cora de Takurunna y, tras expulsar al gobernador omeya que la regía, proclamó su independencia y originó el reino taifa de Ronda en 1015, con capital en Izn-Rand Onda (la ciudad del castillo), actual ciudad de Ronda.
En 1053 la taifa rondeña estuvo a punto de desaparecer como entidad independiente cuando Al-Mutadid hizo encarcelar en Sevilla a Abu Nur Hilal, junto a los reyes de las taifas de Morón y Arcos, circunstancia que aprovechó su hijo Badis ben Hilal para hacerse con el poder, que ejerció de una forma despótica hasta que Abu Nur Hilal fue liberado, recuperó el trono e hizo ejecutar a su hijo en 1058. En esta segunda etapa de su reinado Abu Nur Hilal sólo ocupó el trono durante apenas un año, ya que falleció en ese mismo 1058.
El trono de la taifa de Ronda pasó entonces a otro de sus hijos, Abu Nars Fatuh, a quien Al-Mutadid hizo desaparecer al emparedarlo en uno de los baños de su palacio, tras lo cual anexionó la taifa rondeña el 10 de febrero de 1066, integrándola en la Taifa de Sevilla.